# Loyola de Palacio
Pour les articles homonymes, voir Palacio.
Loyola de Palacio y del Valle Lersundi, née le 16 septembre 1950 à Madrid et morte le 13 décembre 2006 à Madrid, est une personnalité politique espagnole et de l'Union européenne.

## Biographie
Après avoir fait ses études au lycée français de Madrid, elle obtient une licence en droit de l'université Complutense de Madrid. Elle est docteur honoris causa en économie maritime et transports de l'université de Genève. Elle est cousine du journaliste Hermann Tertsch.
Peu après ses 22 ans, sa mère décède d'un cancer du poumon, maladie dont elle décédera elle-même. Elle prend alors en charge la vie de sa famille, dont fait partie sa sœur Ana Palacio.
De 1979 à 1982, elle est secrétaire générale technique de la Fédération des associations de presse.
À la fin du mois d'août 2006, Loyola de Palacio apprend qu'elle est atteinte d'une forme de cancer à la fois complexe et déjà avancé. Elle commence à recevoir un traitement dans un hôpital de Houston avant de revenir en Espagne. Elle décède soudainement le 13 décembre de la même année à l'hôpital 12 de Octobre à Madrid. 
Loyola de Palacio repose dans le caveau familial, à Deva (Guipúzcoa).

## Vie politique

### En Espagne
Elle participe à la fondation des Nouvelles générations (NNGG) d'Alliance populaire, dont elle devient secrétaire générale entre 1977 et 1978.
De 1983 à 1986, elle occupe le poste de secrétaire générale technique du groupe conservateur au Congrès des députés, puis au Sénat, avant d'entrer dans la vie politique proprement dite en obtenant un mandat de sénatrice pour Ségovie entre 1986 et 1989.
Lors des législatives de 1989, elle est élue députée de la province de Ségovie et devient porte-parole adjointe du groupe du Parti populaire aux côtés de Rodrigo Rato, et ce jusqu'à la victoire de son parti aux élections générales de 1996.
Le 6 mai 1996, elle devient ministre de l'Agriculture, de la Pêche et de l'Alimentation du premier gouvernement de José María Aznar. Au cours de son mandat, elle doit faire face à l'Affaire du lin (multiplication des surfaces cultivées par les paysans grâce aux aides de la PAC). Les tribunaux la déclarent innocente en 2006. Elle démissionne cependant le 30 avril 1999, afin de se présenter aux élections européennes du mois de juin, que le PP remporte amplement.
En septembre 2006, le XXIIe Congrès national des NNGG la nomme Secrétaire générale fondatrice d'honneur en raison de son passé à la tête de l'organisation de jeunesse du PP.

### Dans l'Union européenne
À la suite de sa victoire, elle devient présidente des députés élus en Espagne au sein du groupe du Parti populaire européen au Parlement européen. Par la suite, elle est nommée vice-présidente de la Commission européenne chargée des Relations avec le Parlement et commissaire aux Transports et à l'Énergie, et ce jusqu'à la fin du mandat de la Commission (novembre 2004).
Loyola de Palacio est la première femme à occuper une vice-présidence de la Commission européenne, et lance notamment le système de positionnement par satellite Galileo.
À la suite du naufrage des pétroliers Erika en 1999 et Prestige en 2002, alors qu'elle est Commissaire européenne aux transports et à l'énergie, considérant que le niveau d'indemnisation des victimes des marées noires est trop faible, elle somme le FIPOL, le Fonds international d'indemnisation des victimes de pollution par hydrocarbures, d'augmenter de manière très significative son niveau d'indemnisation faute de quoi elle créera un fonds européen doté d'un milliard d'euros. Le niveau d'indemnisation était alors fixé à environ 180 millions d'euros. L'Union Européenne représentant environ 40% du Fipol, celui-ci cède et met en place un fonds complémentaire doté d'environ 900 millions d'euros entré en vigueur en 2005.
Après avoir quitté la Commission, elle devient présidente du conseil de politique extérieur du Parti populaire européen. Par ailleurs, son nom est évoqué pour remplacer José María Aznar à la tête du PP en 2004, ou être candidate de la droite aux régionales au Pays basque espagnol, sa famille en étant originaire et elle-même parlant le basque.
Après sa mort, la Commission européenne a décidé de créer une chaire de recherches dédiée à la politique énergétique européenne. La Loyola de Palacio Chair a été créée en octobre 2008 et depuis elle est attachée au Robert Schuman Centre for Advanced Studies de l'European University Institute.